# Balhochordaes charon
Balhochordaes charon är en ryggsträngsdjursart som beskrevs av Chun 1900. Balhochordaes charon ingår i släktet Balhochordaes och familjen lysgroddar. Inga underarter finns listade i Catalogue of Life.